# Dongbeititan
Dongbeititan („titán z Dongbei = Severovýchodní Čína“) byl rod vývojově vyspělého sauropodního dinosaura ze skupiny Somphospondyli, který žil v období spodní křídy na území dnešní severovýchodní Číny (provincie Liao-ning, nedaleko města Beipiao). Byl tak současníkem mnoha tzv. opeřených dinosaurů.

## Objev a popis

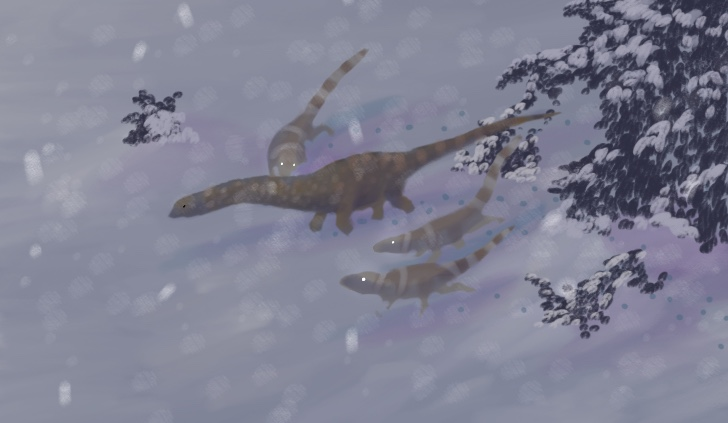
Dongbeititan se brání útoku smečky teropodů druhu Yutyrannus huali. V zimě mohl v ekosystémech souvrství Yixian padat sníh, což bylo na poměry druhohorní éry velmi neobvyklé.

Fosilie holotypu tohoto dinosaura s katalogovým označením DNHM D2867 představují nekompletní kostru s obratli, pánevním i ramenním pletenecem a kostmi končetin. Ty byly objeveny v sedimentech souvrství Yixian a představují první poměrně dobrý nález fosilií sauropoda v této geologické formaci. Jediný známý druh D. dongi byl popsán týmem paleontologů v roce 2007. Stáří činí asi 125 milionů let, což odpovídá přelomu geologických stupňů apt a alb. Navzdory svému názvu nebyl tento sauropod příliš velký, dosahoval zřejmě délky kolem 15 metrů a hmotnosti zhruba 7 tun.

## Paleoekologie
Dongbeititan byl jedním z největších živočichů v ekosystémech souvrství Yixian. Výzkumy zkamenělých kmenů jehličnanů i chemická analýza izotopů kyslíku ve zdejších sedimentech dokazují, že teploty zde byly na poměry druhohorní éry velmi nízké (průměrná roční teplota dosahovala jen kolem 10 °C) a v zimě byly teploty nejspíš pod bodem mrazu. Jak se s takovými podmínkami prostředí velcí sauropodi vyrovnali, není zatím jisté.

## Zařazení
Dongbeititan byl zřejmě vývojově primitivním (bazálním) zástupcem skupiny Titanosauriformes, přičemž byl vyspělejší než rody Euhelopus, Fusuisaurus a Huanghetitan, ale naopak primitivnější než rody Gobititan a Jiutaisaurus.